# Pont-Authou
 Pont-Authou  es una población y comuna francesa, en la región de Alta Normandía, departamento de Eure, en el distrito de Bernay y cantón de Montfort-sur-Risle.

## Demografía
| 532 | 538 | 534 | 639 | 613 | 675 |
| Para los censos de 1962 a 1999 la población legal corresponde a la población sin duplicidades (Fuente: INSEE [Consultar]) |     |     |     |     |     |